# J.C.A. Bock
Johan Christian August Bock (født 15. september 1813 i Aalborg, død 19. marts 1879 i København) var en dansk læge og fabrikant.

## Karriere
Bock var en søn af vinhandler Johan Nicolai Bock og Ane Christine f. Asp, blev født i Aalborg og dimitteret fra den derværende skole 1832. Efter først at have studeret teologi og været huslærer tog han lægeeksamen 1843, fik det følgende år Universitetets guldmedalje for en zootomisk afhandling og rejste derefter til udlandet, hvor han navnlig studerede i Berlin, var amanuensis hos den berømte kirurg Johann Friedrich Dieffenbach og særlig lagde sig efter ortopædi. Ved sin tilbagekomst oprettede han 1847 en ortopædisk anstalt i København og publicerede flere afhandlinger på sin specialitets område. 1850 fik han professortitlen, 1854 blev han hofmedikus og 1862 rejselivlæge hos Frederik VII, hvis særlige yndest han havde vundet. Samme år fik han etatsrådstitlen. Han var 1848 blevet Ridder af Dannebrog og blev 1875 Dannebrogsmand. Som nøje knyttet til Frederik VII og grevinde Danner var han fra 1874 medbestyrer af de af denne oprettede stiftelser i København og Jægerspris. Han døde 19. marts 1879. Hans hustru var Petrine Vilhelmine f. Petersen, datter af skibskaptajn Jesper P.

## Fabrikant
Hvad J.C.A. Bocks industrielle virksomhed angår, indtrådte han 1853 i firmaet O.F. Asp, der indtil da bestod af fabrikant Olfert Fischer Asp (1803-1865) og grosserer Christen Asp Bock (1818-1885); det drev en af det anlagt kamfin- og sæbefabrik på Christianshavn. Da grosserer Boch i 1853 erhvervede papirfabrikken Klippan i Skåne, indtrådte hans ældre broder efter ham i firmaet, som derpå i 1856 anlagde en stearinfabrik og begyndte en betydelig petroleumsforretning. Asp døde i 1865, og Bock, der efter Frederik VII's død opgav sin lægevirksomhed, kastede sig nu med iver over at trænge til bunds i stearinfabrikationen. Han fandt også efter lange og kostbare forsøg en metode, hvorved han praktisk kunne fremstille stearin af talg ved hjælp af svovlsyre (patenter af 24. december 1867 og 25. juni 1869). Han baserede nu sin fabrik på denne metode og forsøgte ihærdig på at få den anerkendt og indført i udlandet, men led herved kun skuffelser. I tillid til en fransk opfindelse anlagde han i 1875 en ny fabrik for fremstilling af stearin af stearinolie, men tilsatte herved sin formue. I november 1876 blev firmaet O.F. Asp sat under administration og fabrikken overtaget af Handelsbanken, for hvem den bestyredes af Bocks sønner, cand.polyt. Alexander Bock og Fritz Bock. 1880 blev den solgt til L.P. Holmblad, medens Bocks sønner samtidig under firmaet O.F. Asp anlagde en ny stearinlysfabrik på Blegdamsvej, tegnet af arkitekt Hans J. Holm.
Han er begravet på Assistens Kirkegård.
Bock er gengivet i et portrætmaleri af Hans Christian Jensen 1850. To litografier efter foto, det seneste af I.W. Tegner 1880. Foto.